# Omne Datum Optimum
Omne Datum Optimum (лат. «Всякий дар совершенный») — булла, изданная римским папой Иннокентием II в 1139 году, утвердившая рыцарский орден тамплиеров, изъявшая его из юрисдикции епископов и поставившая в непосредственную зависимость лишь от папы. Как и все папские буллы, получила название по первым словам текста.
Булла сыграла большую роль в жизни Ордена тамплиеров, получивших свободу действий и избавленных от уплаты сборов и пошлин. Кроме того, орден, получив независимость от Церкви, попадал под покровительство папской власти. Таким образом, орден получил значительную власть в пределах католической церкви. Булла была принята лишь после того, как были утверждены условия по вступлению в орден для подтверждения осознанности выбора кандидата. Помимо того, что кандидаты отказывались от имущества, обязуясь вести монашескую жизнь, эти условия включали также евангельские советы, обеты целомудрия и послушания.
Дата принятия буллы считается исторической, поскольку она являлась официальным подтверждением независимости Ордена Храма от католической Церкви. Позже решения буллы были подтверждены и расширены буллами Целестина II и Евгения III.